# Panamby
Panamby  é um bairro nobre localizado na região do Morumbi no distrito de Vila Andrade, na Zona Sul do município de São Paulo, no Brasil.

## Topônimo
"Panamby" é um termo tupi que significa "rio das borboletas", através da junção dos termos panama (borboleta) e  'y  (rio)..

## História
O bairro foi construído no terreno de uma propriedade rural, a Chácara Tangará, pertencente a Baby Pignatari. A área foi comprada em 1986 pela Lubeca S/A Empreendimentos, atual Panamby Empreendimentos Imobiliários. A empresa visava à construção de um hotel e edifícios comerciais no local.
Houve diversos conflitos entre os empresários da Lubeca e ambientalistas, por se tratar de uma zona de proteção ambiental e um dos únicos locais paulistanos onde havia mata atlântica remanescente.
Ambientalistas e entidades de preservação propunham a construção do Parque Tangará, porém houve uma concessão à construtora por parte da prefeitura na gestão Jânio Quadros. Na administração de Luiza Erundina, final dos anos 1980, iniciou-se o arruamento do futuro bairro. Em 1989, houve um inquérito devido a denúncias de que integrantes da então prefeitura de São Paulo, membros ligados ao Partido dos Trabalhadores, haviam recebido propina para a legalização do projeto. Por falta de provas, as investigações do "caso Lubeca" foram arquivadas pouco tempo depois.
No entanto, 29 por cento dos territórios da antiga chácara seriam doados à prefeitura para a construção de um parque, o Parque Burle Marx, edificado em 1995.
Em 1996, houve a inauguração da primeira etapa do megaempreendimento Panamby, que, na língua guarani, significa borboleta ou mariposa. Resultado de um consórcio das empresas construtoras: Adolpho Lindenberg, Company, Construarc, Romeu Chap Chap e R. Yazbek, tornou-se um grande sucesso imobiliário, além de se tornar um dos bairros mais abastados da cidade.
No ano de 2001, foi criada a Associação Cultural e de Cidadania Panamby, instituição que objetiva a melhoria da qualidade de vida no bairro, além de promover iniciativas de auxílio em favelas vizinhas ao mesmo.

## Atualidade
É um dos bairros mais arborizados e um dos mais nobres da cidade, situado no em torno do Parque Burle Marx, na margem leste da Via Professor Simão Faiguenboim. Majoritariamente residencial, possui luxuosos condomínios privativos, verticais e horizontais. Em seu entorno estão: o Shopping Jardim Sul, supermercados, o Cemitério do Morumbi, a unidade três do Colégio Porto Seguro e a favela de Paraisópolis.
Receberá uma estação da futura Linha 17 do Metrô de São Paulo, que ligará a Estação Jabaquara, da Linha 1-Azul, à Estação São Paulo-Morumbi, da Linha 4-Amarela. Alguns moradores do bairro manifestaram-se contra o projeto, que, por ser um monotrilho, mudaria drasticamente a paisagem do Panamby.